# Sciophila hebes
Sciophila hebes är en tvåvingeart som beskrevs av Oskar Augustus Johannsen 1910. Sciophila hebes ingår i släktet Sciophila och familjen svampmyggor. Inga underarter finns listade i Catalogue of Life.